# Rudolph Bonaparte
Rudolph Bonaparte (geb. vor 1960) ist ein US-amerikanischer Bauingenieur für Geotechnik.
Bonaparte studierte Bauingenieurwesen an der University of Texas at Austin mit dem Bachelor-Abschluss 1977 und an der University of California, Berkeley, mit dem Master-Abschluss 1978 und der Promotion in Geotechnik 1981. Er war zwanzig Jahre lang und Präsident CEO von Geosyntec Consultants in Atlanta, bevor er 2016 Chairman und Senior Principal der Firma wurde.
Er lehrt auch in Teilzeit (als Professor of the Practice) an der Georgia Tech.
Er ist für Beiträge zur Geotechnik mit Geokunststoffen (wie HDPE Membrane) bekannt zum Beispiel für die Abdichtung von Deponien.
2018 hielt er die Terzaghi Lecture. 2016 erhielt er den Outstanding Projects and Leaders (OPAL) Lifetime Achievement Award der American Society of Civil Engineers (ASCE) und 2000 deren James Croes Medal. 2007 wurde er Mitglied der National Academy of Engineering.